# Titus Mulama
Titus Mulama   (Nairobi, 6 d'agost de 1980) és un exfutbolista kenyià de la dècada de 2000.
Fou internacional amb la selecció de futbol de Kenya.
Pel que fa a clubs, destacà a Mathare United, Nakuru AllStars, FC Saint Eloi Lupopo, in Rwanda for APR, CS Herediano, Västerås SK i Sofapaka FC.